# Hana-kotoba
Hana-kotoba (jap. 花言葉 Hana-kotoba; pol. mowa kwiatów) – niezależny od reszty świata system symboli kwiatowych, jaki wykształcił się w Japonii.
Od drugiej wojny światowej japoński sposób myślenia, styl życia i zwyczaje znalazły się pod silnym wpływem myśli zachodniej, dlatego dziś młode pokolenie Japończyków nie jest świadome własnych tradycji, w tym i tych związanych z kwiatami i ich znaczeniem. W języku kwiatów zazwyczaj nawiązują do tradycji europejskiego pochodzenia.

## Kwiaty i ich znaczenia
| Japońska Nazwa | Rōmaji      | Polska Nazwa    | Znaczenie             | Zdjęcie |
| -------------- | ----------- | --------------- | --------------------- | ------- |
| アマリリス     | Amaririsu   | Amarylis        | Nieśmiały             |         |
| アネモネ       | Anemone     | Zawilec (biały) | Szczery, serdeczny    |         |
| 躑躅           | Tsutsuji    | Różanecznik     | Cierpliwy / Skromny   |         |
| アムブロシアー | Amuburoshiā | Ambrozja        | Pobożny               |         |
| ブルーベル     | Burūberu    | Hiacyncik       | Wdzięczny             |         |
| カクタス       | Kakutasu    | Kaktus          | Pragnienie, pożądanie |         |